# Барсіаль-дель-Барко
Барсіаль-дель-Барко (ісп. Barcial del Barco) — муніципалітет в Іспанії, у складі автономної спільноти Кастилія-і-Леон, у провінції Самора. Населення — 284 особи (2010).
Муніципалітет розташований на відстані близько 240 км на північний захід від Мадрида, 48 км на північ від Самори.

## Демографія
Динаміка населення (INE ):